# Wilhelm Eilers
Wilhelm Eilers (né le 27 septembre 1906 à Leipzig et mort le 3 juillet 1989 à Wurtzbourg) est un iranologue allemand.

## Biographie
Eilers étudie la musicologie, le droit, les langues orientales et l'écriture cunéiforme à l'université de Fribourg, à l'université de Munich et à celle de Leipzig. Il a notamment pour professeur Hans Heinrich Schaeder et c'est à cette époque qu'il fait la connaissance de Walther Hinz. Il reçoit sa promotion après sa thèse en 1931 et devient la même année membre de la Société orientale allemande (Deutsche Morgenländische Gesellschaft). Il reçoit son habilitation après sa thèse de doctorat en 1936 à l'université de Leipzig après du professeur Schaeder. Il devient alors chercheur-assistant à l'institut archéologique du Reich allemand (Archäologischen Institut des Deutschen Reichs) dont le siège est à Berlin. Il voyage en 1937 en Iran, dont le partenaire commercial principal est à l'époque l'Allemagne. Il se rend à Téhéran, puis s'installe à Ispahan afin d'y ouvrir une antenne de l'institut archéologique, après une tentative d'ouvrir une antenne à Bagdad qui n'a pas abouti par manque de moyen financier et refus de soutien de la chancellerie du Reich (elle ouvre finalement en 1941). En mai 1939, Eilers s'encarte par carriérisme au NSDAP,. Il est responsable de fouilles à Ispahan et sa région.
En septembre 1941, l'armée britannique envahit le sud de l'Iran qui était jusqu'alors neutre dans le conflit mondial, tandis que l'URSS commence à occuper le nord du pays. Eilers est arrêté par les Britanniques, et interné dans un camp de prisonniers en Australie pendant six ans. Il est libéré en 1947. Il enseigne ensuite l'hébreu à l'université de Sydney, puis s'installe à Colombo. En 1952, il rentre en Allemagne et devient documentaliste à la section orientale de la bibliothèque de Marbourg, dépendant de la bibliothèque prussienne de Berlin; il donne aussi quelques cours au séminaire de langues sémitiques de Marbourg. Il devient professeur d'études orientales à Wurtzbourg à partir de 1962. Il participe à la rédaction de l'Encyclopædia Iranica. Il publie un dictionnaire allemand-persan qui fait toujours autorité.

## Distinctions
- 1974: docteur honoris causa de l'université de Téhéran
- 1974: commandeur de l'ordre d'Humayun
- 1981: croix de première classe de l'ordre du Mérite de la RFA

## Quelques publications
- Codex Hammurabi: Die Gesetzesstele Hammurabis von Hammurabi, 1932
- Der alte Name des persischen Neujahrsfestes, 1953
- Deutsch-Persisches Wörterbuch. In mehreren Lieferungen von A bis feucht publié entre 1959 et 1983
- en tant qu'éditeur : Persische Handschriften. 1re partie, 1968
- Die vergleichend-semasiologische Methode in der Orientalistik, 1974
- en coédition avec Ulrich Schapka: Westiranische Mundarten aus der Sammlung Wilhelm Eilers vol. 1: Die Mundart von Chunsar, 1976; vol. 2: Die Mundart von Gäz, 1979; vol. 3: Die Mundart von Sivänd, 1988
- Sinn und Herkunft der Planetennamen, 1978
- Geographische Namengebung in und um Iran. Ein Überblick in Beispielen, 1982
- Der Name Demawend, 1988

## Source
- (de) Cet article est partiellement ou en totalité issu de l’article de Wikipédia en allemand intitulé « Wilhelm Eilers » (voir la liste des auteurs).